# دون فلمنج
دون فلمنج (بالإنجليزية: Don Fleming) هو لاعب كرة قدم أمريكية أمريكي، ولد في 11 يونيو 1937 في بلايري في الولايات المتحدة، وتوفي في 4 يونيو 1963 في وينتر بارك، فلوريدا في الولايات المتحدة بسبب صعق كهربائي.

## وصلات خارجية
- دون فلمنج على موقع مرجع كرة القدم المحترفة.كوم (الإنجليزية)
- دون فلمنج على موقع قاعة فلوريدا للمشاهير الرياضية (الإنجليزية)